# 熱狂なきファシズム
熱狂なきファシズム（ねっきょうなきファシズム）とは、2014年8月21日に河出書房新社から出版された書籍名、および現代社会において進行しつつあるファシズムの形態を意味する語である。著者は想田和弘。映画監督でもある著者が、集団的自衛権、秘密保護法、原発再稼働などを進める権力に抗うための視点について述べたもので、映画監督から見つめた、日本の危うい世相が述べられている著者にとっての初の評論集。著者は現代的なファシズムというのは、目に見えにくいし実感しにくく、このことから人々の無関心の中から気付かれないで進行していくということから、「熱狂なきファシズム」と名付けたとのこと。ファシズムというのは、ヒトラーを崇拝する群衆の姿であるというのは昔の話であるとのことであり、現代日本というのは熱を感じさせない全体主義によって覆われているとのことである。このことから安倍内閣による「あっさり」と「突然」を特徴とした政策が進められているとのことである。